# ساگارا، شیزوئوکا
ساگارا، شیزوئوکا (به لاتین: Sagara) یک منطقهٔ مسکونی در ژاپن است که در ناحیه چوبو واقع شده‌است. ساگارا ۲۵٬۶۵۶ نفر جمعیت دارد.